# Озерки (Арзамасский район)
Озёрки - деревня в Арзамасском районе, Нижегородской области. Входит в Берёзовский сельсовет. В деревне 1 улица — Гражданская Высота центра над уровнем моря 126 м

## Население
| 2002 | 2010 |
| ---- | ---- |
| 26   | ↘23  |